# Copa do Mundo FIFA de 2014 – Grupo D
O Grupo D da Copa do Mundo FIFA de 2014 era composto pelas seleções do Uruguai, da Costa Rica, da Inglaterra e da Itália. Por reunir três campeões mundiais, ficou conhecido como o "grupo da morte".

## Encontros anteriores em Copas do Mundo
- Uruguai x Costa Rica: Nenhum encontro[1]

- Inglaterra x Itália:[2]
  - 1990, Disputa terceiro lugar: Inglaterra 1–2 Itália

- Uruguai x Inglaterra:[3]
  - 1954, Quartas-de-final: Uruguai 4–2 Inglaterra
  - 1966, Fase de grupos: Uruguai 0–0 Inglaterra

- Itália x Costa Rica: Nenhum encontro[4]

- Itália x Uruguai:[5]
  - 1970, Fase de grupos: Itália 0–0 Uruguai
  - 1990, Oitavas-de-final: Itália 2–0 Uruguai

- Costa Rica x Inglaterra: Nenhum encontro[6]

## Classificação
| Pos | Equipe     | Pts | J | V | E | D | GP | GC | SG | Classificado      |
| --- | ---------- | --- | - | - | - | - | -- | -- | -- | ----------------- |
| 1   | Costa Rica | 7   | 3 | 2 | 1 | 0 | 4  | 1  | +3 | Fase eliminatória |
| 2   | Uruguai    | 6   | 3 | 2 | 0 | 1 | 4  | 4  | 0  | Fase eliminatória |
| 3   | Itália     | 3   | 3 | 1 | 0 | 2 | 2  | 3  | −1 | Eliminado         |
| 4   | Inglaterra | 1   | 3 | 0 | 1 | 2 | 2  | 4  | −2 | Eliminado         |

## Jogos

### Uruguai x Costa Rica
| 14 de junho   | Uruguai           | 1 – 3     | Costa Rica                            | Arena Castelão, Fortaleza                |
| 16:00 (UTC−3) | Cavani 24' (pen.) | Relatório | Campbell 54' · Duarte 57' · Ureña 84' | Público: 58 679 Árbitro: GER Felix Brych |

| Uruguai | Costa Rica |

| URUGUAI:       |    |                     |       |     |
|                |    |                     |       |     |
| GR             | 1  | Fernando Muslera    |       |     |
| LD             | 16 | Maxi Pereira        | 90+5' |     |
| ZA             | 2  | Diego Lugano        | 50'   |     |
| ZA             | 3  | Diego Godín         |       |     |
| LE             | 22 | Martín Cáceres      | 81'   |     |
| MD             | 11 | Christian Stuani    |       |     |
| MC             | 17 | Egidio Arévalo Ríos |       |     |
| MC             | 5  | Walter Gargano      | 56'   | 60' |
| ME             | 7  | Cristian Rodríguez  |       | 76' |
| AT             | 10 | Diego Forlán        |       | 60' |
| AT             | 21 | Edinson Cavani      |       |     |
| Substituições: |    |                     |       |     |
| MC             | 20 | Álvaro González     |       | 60' |
| MC             | 14 | Nicolás Lodeiro     |       | 60' |
| AT             | 8  | Abel Hernández      |       | 76' |
| Treinador:     |    |                     |       |     |
| Óscar Tabárez  |    |                     |       |     |

| COSTA RICA:      |    |                    |  |     |
|                  |    |                    |  |     |
| GR               | 1  | Keylor Navas       |  |     |
| ZA               | 6  | Óscar Duarte       |  |     |
| ZA               | 3  | Giancarlo González |  |     |
| ZA               | 4  | Michael Umaña      |  |     |
| AD               | 16 | Cristian Gamboa    |  |     |
| AE               | 15 | Júnior Díaz        |  |     |
| MC               | 5  | Celso Borges       |  |     |
| MC               | 17 | Yeltsin Tejeda     |  | 74' |
| MA               | 10 | Bryan Ruiz         |  | 83' |
| MA               | 7  | Christian Bolaños  |  | 89' |
| AT               | 9  | Joel Campbell      |  |     |
| Substituições:   |    |                    |  |     |
| MC               | 22 | José Miguel Cubero |  | 74' |
| AT               | 21 | Marco Ureña        |  | 83' |
| MC               | 11 | Michael Barrantes  |  | 89' |
| Treinador:       |    |                    |  |     |
| Jorge Luis Pinto |    |                    |  |     |

| Homem do Jogo: Joel Campbell (Costa Rica) Bandeirinhas: Mark Borsch Stefan Lupp Quarto árbitro: Víctor Carrillo Quinto árbitro: Rodney Aquino |

### Inglaterra x Itália
| 14 de junho   | Inglaterra    | 1 – 2     | Itália                        | Arena da Amazônia, Manaus                  |
| 18:00 (UTC−4) | Sturridge 37' | Relatório | Marchisio 35' · Balotelli 50' | Público: 39 800 Árbitro: NED Björn Kuipers |

| Inglaterra | Itália |

| INGLATERRA:    |    |                  |       |     |
|                |    |                  |       |     |
| GR             | 1  | Joe Hart         |       |     |
| LD             | 2  | Glen Johnson     |       |     |
| ZA             | 5  | Gary Cahill      |       |     |
| ZA             | 6  | Phil Jagielka    |       |     |
| LE             | 3  | Leighton Baines  |       |     |
| VO             | 4  | Steven Gerrard   |       |     |
| VO             | 14 | Jordan Henderson |       | 73' |
| MD             | 11 | Danny Welbeck    |       | 61' |
| MC             | 19 | Raheem Sterling  | 90+2' |     |
| ME             | 10 | Wayne Rooney     |       |     |
| AT             | 9  | Daniel Sturridge |       | 80' |
| Substituições: |    |                  |       |     |
| MC             | 21 | Ross Barkley     |       | 61' |
| MA             | 7  | Jack Wilshere    |       | 73' |
| MC             | 20 | Adam Lallana     |       | 80' |
| Treinador:     |    |                  |       |     |
| Roy Hodgson    |    |                  |       |     |

| ITÁLIA:          |    |                   |  |     |
|                  |    |                   |  |     |
| GR               | 12 | Salvatore Sirigu  |  |     |
| LD               | 4  | Matteo Darmian    |  |     |
| ZA               | 15 | Andrea Barzagli   |  |     |
| ZA               | 20 | Gabriel Paletta   |  |     |
| LE               | 3  | Giorgio Chiellini |  |     |
| MD               | 8  | Claudio Marchisio |  |     |
| MC               | 16 | Daniele De Rossi  |  |     |
| ME               | 23 | Marco Verratti    |  | 57' |
| MA               | 21 | Andrea Pirlo      |  |     |
| MA               | 6  | Antonio Candreva  |  | 79' |
| AT               | 9  | Mario Balotelli   |  | 73' |
| Substitutions:   |    |                   |  |     |
| MC               | 5  | Thiago Motta      |  | 57' |
| AT               | 17 | Ciro Immobile     |  | 73' |
| MC               | 18 | Marco Parolo      |  | 79' |
| Treinador:       |    |                   |  |     |
| Cesare Prandelli |    |                   |  |     |

| Homem do Jogo: Mario Balotelli (Itália) Bandeirinhas: Sander van Roekel Erwin Zeinstra Quarto árbitro: Walter López Quinto árbitro: Leonel Leal |

### Uruguai x Inglaterra
| 19 de junho   | Uruguai         | 2 – 1     | Inglaterra | Arena de São Paulo, São Paulo                        |
| 16:00 (UTC−3) | Suárez 39', 85' | Relatório | Rooney 75' | Público: 62 575 Árbitro: ESP Carlos Velasco Carballo |

| Uruguai | Inglaterra |

| URUGUAI:       |    |                     |    |     |
|                |    |                     |    |     |
| GR             | 1  | Fernando Muslera    |    |     |
| LD             | 22 | Martín Cáceres      |    |     |
| ZA             | 13 | José María Giménez  |    |     |
| ZA             | 3  | Diego Godín         | 9' |     |
| LE             | 6  | Álvaro Pereira      |    |     |
| MC             | 20 | Álvaro González     |    | 79' |
| MC             | 17 | Egidio Arévalo Ríos |    |     |
| MC             | 7  | Cristian Rodríguez  |    |     |
| MA             | 14 | Nicolás Lodeiro     |    | 67' |
| AT             | 9  | Luis Suárez         |    | 88' |
| AT             | 21 | Edinson Cavani      |    |     |
| Substituições: |    |                     |    |     |
| AT             | 11 | Christian Stuani    |    | 67' |
| ZA             | 4  | Jorge Fucile        |    | 79' |
| ZA             | 19 | Sebastián Coates    |    | 88' |
| Treinador:     |    |                     |    |     |
| Óscar Tabárez  |    |                     |    |     |

| INGLATERRA:    |    |                  |     |     |
|                |    |                  |     |     |
| GR             | 1  | Joe Hart         |     |     |
| LD             | 2  | Glen Johnson     |     |     |
| ZA             | 5  | Gary Cahill      |     |     |
| ZA             | 6  | Phil Jagielka    |     |     |
| LE             | 3  | Leighton Baines  |     |     |
| MC             | 4  | Steven Gerrard   | 68' |     |
| MC             | 14 | Jordan Henderson |     | 87' |
| MD             | 19 | Raheem Sterling  |     | 64' |
| MA             | 10 | Wayne Rooney     |     |     |
| ME             | 11 | Danny Welbeck    |     | 71' |
| AT             | 9  | Daniel Sturridge |     |     |
| Substituições: |    |                  |     |     |
| MC             | 21 | Ross Barkley     |     | 64' |
| MC             | 20 | Adam Lallana     |     | 71' |
| AT             | 18 | Rickie Lambert   |     | 87' |
| Treinador:     |    |                  |     |     |
| Roy Hodgson    |    |                  |     |     |

| Homem do Jogo: Luis Suárez (Uruguai) Bandeirinhas: Roberto Alonso Fernandéz Juan Carlos Yuste Jimenez Quarto árbitro: Alireza Faghani Quinto árbitro: Hassan Kamranifar |

### Itália x Costa Rica
| 20 de junho   | Itália | 0 – 1     | Costa Rica | Arena Pernambuco, Recife                   |
| 13:00 (UTC−3) |        | Relatório | Ruiz 44'   | Público: 40 285 Árbitro: CHI Enrique Osses |

| Itália | Costa Rica |

| ITÁLIA:          |    |                   |     |     |
|                  |    |                   |     |     |
| GR               | 1  | Gianluigi Buffon  |     |     |
| LD               | 4  | Matteo Darmian    |     |     |
| ZA               | 15 | Andrea Barzagli   |     |     |
| ZA               | 3  | Giorgio Chiellini |     |     |
| LE               | 7  | Ignazio Abate     |     |     |
| VO               | 16 | Daniele De Rossi  |     |     |
| MC               | 21 | Andrea Pirlo      |     |     |
| MC               | 5  | Thiago Motta      |     | 46' |
| MD               | 6  | Antonio Candreva  |     | 57' |
| ME               | 8  | Claudio Marchisio |     | 69' |
| AT               | 9  | Mario Balotelli   | 69' |     |
| Substituições:   |    |                   |     |     |
| AT               | 10 | Antonio Cassano   |     | 46' |
| AT               | 22 | Lorenzo Insigne   |     | 57' |
| AT               | 11 | Alessio Cerci     |     | 69' |
| Treinador:       |    |                   |     |     |
| Cesare Prandelli |    |                   |     |     |

| COSTA RICA:      |    |                    |     |     |
|                  |    |                    |     |     |
| GR               | 1  | Keylor Navas       |     |     |
| LB               | 3  | Giancarlo González |     |     |
| LD               | 15 | Cristian Gamboa    |     |     |
| ZA               | 6  | Óscar Duarte       |     |     |
| ZA               | 4  | Michael Umaña      |     |     |
| LE               | 15 | Júnior Díaz        |     |     |
| MC               | 5  | Celso Borges       |     |     |
| MC               | 17 | Yeltsin Tejeda     |     | 68' |
| MD               | 10 | Bryan Ruiz         |     | 74' |
| ME               | 7  | Christian Bolaños  |     |     |
| AT               | 9  | Joel Campbell      |     | 74' |
| Substituições:   |    |                    |     |     |
| MC               | 22 | José Miguel Cubero | 71' | 68' |
| AT               | 21 | Marco Ureña        |     | 74' |
| AT               | 14 | Randall Brenes     |     | 80' |
| Treinador:       |    |                    |     |     |
| Jorge Luis Pinto |    |                    |     |     |

| Homem do Jogo: Bryan Ruiz (Costa Rica) Bandeirinhas: Carlos Astroza Sergio Román Quarto árbitro: Néant Alioum Quinto árbitro: Djibril Camara |

### Itália x Uruguai
| 24 de junho   | Itália | 0 – 1     | Uruguai   | Arena das Dunas, Natal                       |
| 13:00 (UTC−3) |        | Relatório | Godín 81' | Público: 39 706 Árbitro: MEX Marco Rodríguez |

| Itália | Uruguai |

| ITÁLIA:          |    |                   |     |     |
|                  |    |                   |     |     |
| GR               | 1  | Gianluigi Buffon  |     |     |
| ZA               | 15 | Andrea Barzagli   |     |     |
| ZA               | 19 | Leonardo Bonucci  |     |     |
| ZA               | 3  | Giorgio Chiellini |     |     |
| MD               | 4  | Matteo Darmian    |     |     |
| MC               | 23 | Marco Verratti    |     | 75' |
| MC               | 8  | Claudio Marchisio | 59' |     |
| ME               | 2  | Mattia De Sciglio |     |     |
| MA               | 21 | Andrea Pirlo      |     |     |
| AT               | 17 | Ciro Immobile     |     | 71' |
| AT               | 9  | Mario Balotelli   | 22' | 46' |
| Substituições:   |    |                   |     |     |
| MC               | 18 | Marco Parolo      |     | 46' |
| AT               | 10 | Antonio Cassano   |     | 71' |
| MC               | 5  | Thiago Motta      |     | 75' |
| Treinador:       |    |                   |     |     |
| Cesare Prandelli |    |                   |     |     |

| URUGUAI:       |    |                    |       |     |
|                |    |                    |       |     |
| GR             | 1  | Fernando Muslera   | 90+1' |     |
| LD             | 22 | Martín Cáceres     |       |     |
| ZA             | 13 | José María Giménez |       |     |
| ZA             | 3  | Diego Godín        |       |     |
| LE             | 6  | Álvaro Pereira     |       | 63' |
| MC             | 20 | Álvaro González    |       |     |
| MC             | 17 | Egidio Arévalo     | 46'   |     |
| MC             | 7  | Cristian Rodríguez |       | 78' |
| MA             | 14 | Nicolás Lodeiro    |       | 46' |
| AT             | 9  | Luis Suárez        |       |     |
| AT             | 21 | Edinson Cavani     |       |     |
| Substituições: |    |                    |       |     |
| ZA             | 16 | Maxi Pereira       |       | 46' |
| AT             | 11 | Christian Stuani   |       | 63' |
| MC             | 18 | Gastón Ramírez     |       | 78' |
| Treinador:     |    |                    |       |     |
| Óscar Tabárez  |    |                    |       |     |

| Homem do Jogo: Gianluigi Buffon (Itália) Bandeirinhas: Marvin Torrentera Marcos Quintero Quarto árbitro: Mark Geiger Quinto árbitro: Sean Hurd |

### Costa Rica x Inglaterra
| 24 de junho   | Costa Rica | 0 – 0     | Inglaterra | Estádio Mineirão, Belo Horizonte             |
| 13:00 (UTC−3) |            | Relatório |            | Público: 57 823 Árbitro: ALG Djamel Haimoudi |

| Costa Rica | Inglaterra |

| COSTA RICA:      |    |                    |     |     |
|                  |    |                    |     |     |
| GR               | 1  | Keylor Navas       |     |     |
| LI               | 3  | Giancarlo González | 60' |     |
| LD               | 16 | Cristian Gamboa    |     |     |
| ZA               | 6  | Óscar Duarte       |     |     |
| ZA               | 19 | Roy Miller         |     |     |
| LE               | 15 | Júnior Díaz        |     |     |
| VO               | 5  | Celso Borges       |     | 78' |
| MC               | 10 | Bryan Ruiz         |     |     |
| MC               | 17 | Yeltsin Tejeda     |     |     |
| AT               | 14 | Randall Brenes     |     | 59' |
| AT               | 9  | Joel Campbell      |     | 65' |
| Substituições:   |    |                    |     |     |
| MC               | 7  | Christian Bolaños  |     | 59' |
| AT               | 21 | Marco Ureña        |     | 65' |
| MC               | 11 | Michael Barrantes  |     | 78' |
| Treinador:       |    |                    |     |     |
| Jorge Luis Pinto |    |                    |     |     |

| INGLATERRA:    |    |                  |     |     |
|                |    |                  |     |     |
| GR             | 13 | Ben Foster       |     |     |
| LD             | 16 | Phil Jones       |     |     |
| ZA             | 5  | Gary Cahill      |     |     |
| ZA             | 12 | Chris Smalling   |     |     |
| LE             | 23 | Luke Shaw        |     |     |
| MC             | 8  | Frank Lampard    |     |     |
| MC             | 7  | Jack Wilshere    |     | 73' |
| MD             | 17 | James Milner     |     | 76' |
| MA             | 21 | Ross Barkley     | 53' |     |
| ME             | 20 | Adam Lallana     | 57' | 62' |
| AT             | 9  | Daniel Sturridge |     |     |
| Substituições: |    |                  |     |     |
| MC             | 19 | Raheem Sterling  |     | 62' |
| MC             | 4  | Steven Gerrard   |     | 73' |
| AT             | 10 | Wayne Rooney     |     | 76' |
| Treinador:     |    |                  |     |     |
| Roy Hodgson    |    |                  |     |     |

| Homem do Jogo: Keylor Navas (Costa Rica) Bandeirinhas: Redouane Achik Abdelhak Etchiali Quarto árbitro: Alireza Faghani Quinto árbitro: Hassan Kamranifar |